# Ephwurd
Ephwurd, anche conosciuto come Bais Haus, pseudonimo di Basie Hauser (Los Angeles, ...), è un disc jockey e produttore discografico statunitense.
Ephwurd è nato come duo musicale nell'estate 2014 ed era composto, oltre dal già citato Bais House, anche da Troy Beetles, in arte Datsik (Kelowna, 8 giugno 1988); tuttavia, numerose accuse di violenza sessuale costrinsero quest'ultimo a ritirarsi dalle scene musicali, lasciando il progetto Ephwurd nelle mani dell'amico, che continuó a produrre musica sotto questo pseudonimo.
Ephwurd è il proprietario, nonché fondatore, della propria etichetta discografica Eph’d Up Records.

## Biografia
I due amici di infanzia, Datsik e Bais House, realizzarono, nel 2014, un singolo chiamato Closer The Sun, che ebbe mediocre successo. Da questa produzione i due continuarono a comporre brani musicali, sperimentando molto nella nuova EDM, adottando il nome Ephwurd. Solo nel 2015, in seguito alla realizzazione del remix della canzone Lean On dei Major Lazer e DJ Snake, il duo si rivelò al mondo intero. Nel luglio dello stesso anno venne pubblicato, sulla Spinnin Records, il singolo Rock The Party assieme a Jauz. La canzone ottenne un enorme successo e venne suonata nei concerti dei più famosi DJ mondiali. Inoltre questo singolo è considerato come il promotore di un nuovo sottogenere della musica House, la Bass House, descritta come “batterie e percussioni classiche con allo stesso tempo oscillazioni di Dubstep”.
Il duo pubblicó il singolo Duckface, con la partecipazione di DKay, che circoló in tutte le stazioni radiofoniche di musica house del mondo. Verso la fine del 2015, Ephwurd cominció ad esibirsi dal vivo. Nel 2015, assieme a Jauz, viene prodotto il singolo Rock the Party, pubblicato sulla Spinnin Records: da questo noto singolo nasce un nuovo genere musicale, la Bass House.
Nel marzo 2018, il duo si separa: Datsik si ritira dal mondo della musica in seguito alle accuse di violenza sessuale subite; nonostante ciò, Bais House continua a mantenere il nome Ephwurd, realizzando nuovi singoli, come Everywhere I Go, Check It Out (assieme ad ATrip), Accelerator, Hectic (con Swage) e Desires (con Shapes), pubblicandoli tramite la propria etichetta Eph’d Up Records.
Nel febbraio 2019 la Eph'd Up Records diventa la rampa di lancio per giovani artisti come Jvst Say Yes, ATrip o Shapes.

## Discografia

### Singoli
- 2014: Closer The Sun
- 2015: Rock the Party (con Jauz)
- 2015: Duckface (feat. DKay)
- 2016: Bring it Back
- 2016: Vibrations
- 2016: Switch (con Jvst Say Yes)
- 2016: High on You
- 2016: Just Us (feat. Liinks)
- 2017: Pump the System
- 2017: Function (feat. Oneeva)
- 2017: Money (feat. Fatman Scoop)
- 2017: Phunky Beats (con Jvst Say Yes)
- 2018: Everywhere I Go (VIP Mix)
- 2018: Check It Out (con Atrip)
- 2018: Lose Control (feat. Lio Nicol)
- 2018: Accelerator
- 2019: Hectic (con Swage)
- 2019: Desires (con Shapes)
- 2019: Wild Child (con The Bloody Beetroots)
- 2019: Heat (con Angelz)
- 2019: Activate (con DM2)
- 2020: Maniac
- 2020: Bump
- 2020: Hectic (VIP Mix) (con Swage)
- 2020: Set Me Free (con XLNT)

### Remix
- Don't Let Me Down - The Chainsmokers ft. Daya (Ephwurd Remix)
- I Do Coke - Kill The Noise & Feed Me (Ephwurd Remix)
- Lean On - Major Lazer & DJ Snake ft. MØ (Ephwurd Remix)
- Shades Of Grey - Oliver Heldens & Shaun Frank ft. Delaney Jane (Ephwurd Remix)
- Battle Sirens - Knife Party & Tom Morello (Ephwurd Remix)
- Good Times Roll - GRiZ & Big Gigantic (Ephwurd Remix)